# Homelab Series Homelab
Homelab Series Homelab (Homelab) је кућни рачунар фирме Homelab Series који је почео да се производи у Мађарској током 1985. године.
Користио је Z80A микропроцесорску јединицу а RAM меморија рачунара је имала капацитет од 64 KB. 

## Детаљни подаци
Детаљнији подаци о рачунару Homelab су дати у табели испод.
|                       |                                  |
| [ 1 ]                 |                                  |
| Произвођач            |                                  |
| Тип                   | кућни рачунар                    |
| Меморија              | 64 KB                            |
| Поријекло             | Мађарска                         |
| Година                | 1985                             |
| Тастатура             | 59 тастера, QWERTY мађарски стил |
| Процесор              |                                  |
| Фреквенција процесора | 3                                |
| RAM                   | 64 KB                            |
| ROM                   | непознато                        |
| Текст                 | 64 знакова x 32 линија           |
| Графика               | нема                             |
| Боја                  | непознато                        |
| Звук                  | уграђени звучник                 |
| Димензије             | непознато                        |
| Портови               |                                  |
| Оперативни систем     |                                  |